# Jean-Théodore Radoux

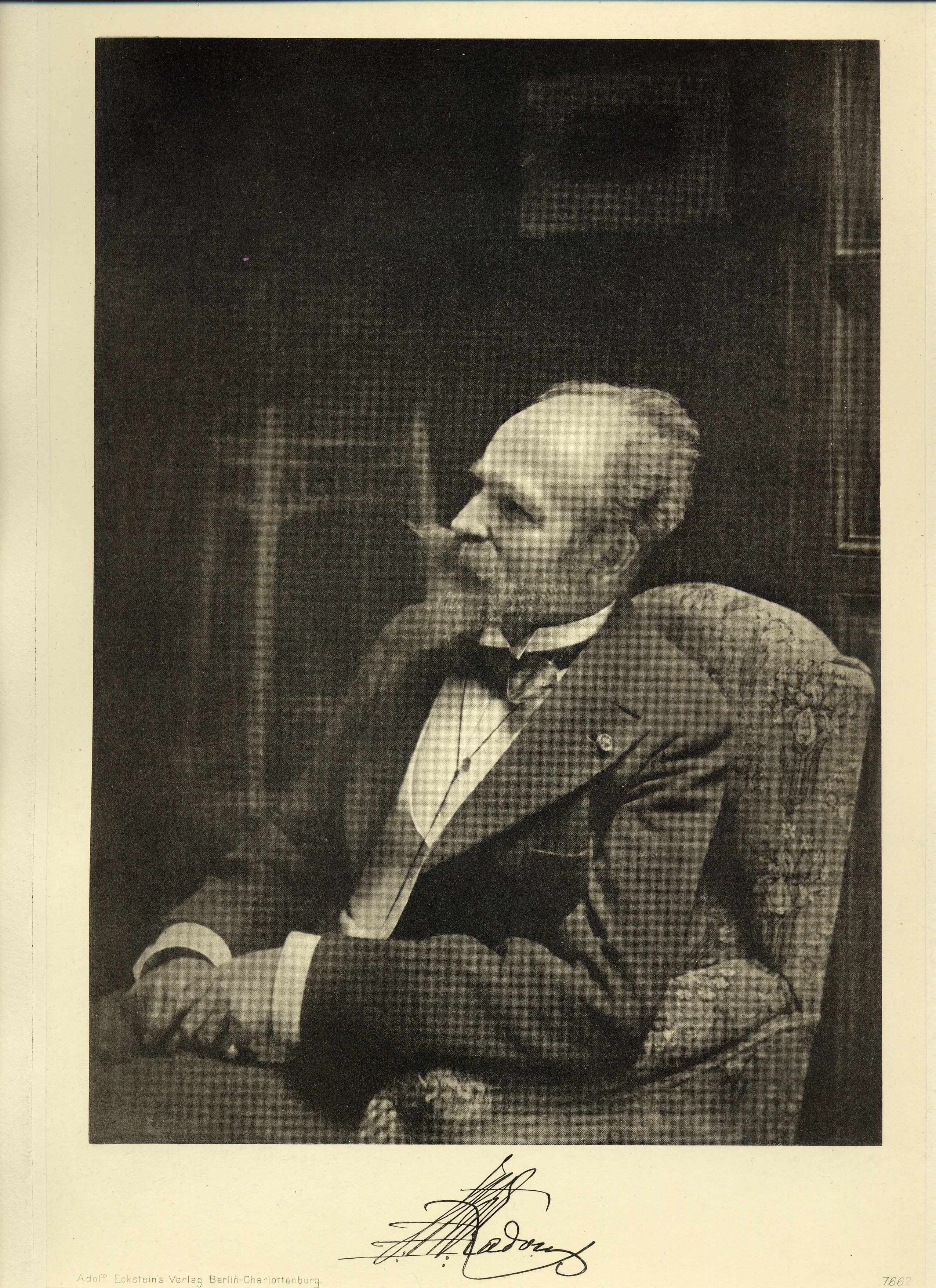
Jean-Théodore Radoux

Jean-Théodore Radoux (* 9. November 1835 in Lüttich; † 20. März 1911 ebenda) war ein belgischer Komponist und Fagottist. 

## Leben
Bereits im Alter von neun Jahren besuchte Jean-Théodore Radoux das Lütticher Konservatorium, wo er bei Joseph Daussoigne-Méhul Kontrapunktlehre studierte. Schon im darauf folgenden Jahr erlangte er das Abschlussdiplom in Musiktheorie. Anschließend nahm er für kurze Zeit Klavier- und Cellounterricht. Entmutigt durch langsame Fortschritte beim Erlernen dieser Instrumente, gab er den Instrumentalunterricht jedoch wieder auf. Erst zwei Jahre später, 1847, überzeugte ihn der Fagottprofessor Joseph Bacha, ans Konservatorium zurückzukehren. Radoux lernte sehr schnell und erhielt innerhalb kurzer Zeit sein Abschlussdiplom (premier prix), sowie sein Solistendiplom (médaille). 
In den frühen 1850er Jahren lebte Radoux für einige Zeit in Paris, wo er bei Fromental Halévy Kompositionsunterricht nahm.
Nach Bachas Tod übernahm Radoux 1856 die Fagottklasse am Lütticher Konservatorium. Er brach sein Klavierstudium ab und nahm Unterricht in Notenschrift bei Daussoigne-Méhul. 1857 führte er in der Lütticher Kathedrale sein Te Deum auf und 1859 gewann Radoux den belgischen Prix de Rome für seine Kantate Le Juif errant, dies mit einstimmigem Beschluss der Jury. 1860 wurde seine sinfonische Dichtung „Ahasversus“ aufgeführt, welche von manchen Kritikern als zu „wagnerisch“ bezeichnet wurde, damals ein Attribut für moderne Musik. Nach diesen ersten Erfolgen vertiefte er seine Kompositionskenntnisse bei seinem Lehrer Halévy in Paris.
1872 wurde Radoux als Nachfolger von Étienne Soubre (1813–1871) zum Direktor des Konservatoriums ernannt, ein Posten, den er 40 Jahre lang, bis zu seinem 75. Lebensjahr, ausübte. Er setzte die von seinem Vorgänger initiierten „Concerts du Conservatoire“ fort, welche anfänglich von Musikern verschiedener Theater bestritten wurden. Radoux gründete ein eigenes Konservatoriumsorchester, welches 1960 in das heutige Lütticher Philharmonie Orchester (OPL) aufging. In seine Zeit als Direktor fiel die Bauzeit und die Einweihung des Konservatoriums am Boulevard Piercot, welches 1887 in Betrieb genommen wurde und über einen Konzertsaal mit 1150 Sitzplätzen verfügt. Radoux war Sammler der Werke des Lütticher Komponisten André-Ernest-Modeste Grétry. Zwecks Unterbringung dieser Musikaliensammlung wurde er federführender Initiator bei der 1882 erfolgten Gründung des „Musée Grétry“. Sein Nachfolger als Direktor des Konservatoriums wurde Sylvain Dupuis. 
1874 wurde er korrespondierendes und 1879 volles Mitglied der Académie royale des Sciences, des Lettres et des Beaux-Arts de Belgique (Classe des Beaux-Arts).
Sein 1877 geborener Sohn Charles Radoux-Rogier war Komponist, Pianist, Musikkritiker und Konservator des Lütticher Grétry Museums, er starb 1952.

## Werke (Auswahl)
In seinen Werken lässt sich ein Einfluss Richard Wagners erkennen, in seinen Opern folgt er dem Modell Giacomo Meyerbeers.
- Le Juif errant, Kantate für Sopran, Cello und Orchester (1859)
- Le Béarnais, Komische Oper in 3 Akten, (Lüttich, 1866) Libretto von A. Pellier-Quesny
- Les Maîtres flamands, historisierendes Stück in 4 Akten (Brüssel, 1868)
- La Coupe enchantée, Komische Oper (Brüssel, 1871)
- Caïn, Poème lyrique (Oratorium) für Solisten Chor und Orchester (1877); nach einem Text Pauline Braquaval-L'Olivier
- Patria, Poème lyrique in 3 Teilen, für Solisten Chor und Orchester; nach einem Text von Lucien Solvay
- Cantate pour l'inauguration de l'Exposition universelle de Liège, 1905; komponiert für die Eröffnungsfeier der Weltausstellung 1905 in Lüttich, Text von Jules Sauvenière
- Le Printemps für Frauenchor und Orchester
- Ahasversus, Sinfonische Dichtung
- Le festin de Balthasar, Sinfonische Dichtung
- Apopee nationale, Sinfonische Ouvertüre
- Te Deum
- Lamento für Violine, Cello und Orchester
- 10 Romances sans paroles für Klavier
- 12 Pièces für Klavier
- Grande marche internationale (1877)
- Grande marche nationale belge
- Élégie Für Cello oder Fagott und Streichorchester
- Nocturne für Posaune und Streichorchester
- Fraternité!, Hymne internationale (1869)

Schriften
- Dassoigne-Méhul (1882)
- Henri Vieuxtemps, sa vie et ses œuvres 1891 (Henri Vieuxtemps, Sein Leben und seine Werke)
- La musique et les écoles nationales (1896)